# Premis Max
Els premis Max són concedits anualment des del 1998 als professionals del teatre i de la dansa d'Espanya per iniciativa de la Societat General d'Autors i Editors, la Fundación Autor, l'Instituto Nacional de las Artes Escénicas y de la Música (Inaem) i l'ICAS (Instituto de la Cultura y las Artes). La gala se celebra cada any a ciutats diferents: Madrid (1998), Barcelona (1999 i 2006), Sevilla (2000 i 2008), Bilbao (2001 i 2007), València (2002), Vigo (2003), Saragossa (2004), Guadalajara (2005), Sevilla (2008), etc.
Els guanyadors són triats pels seus propis companys mitjançant un procés de dues rondes de votacions secretes, i segueixen el model dels Molière de França, els Olivier de Gran Bretanya o els Tony de Broadway. L'estatueta, dissenyada per Joan Brossa, té la forma d'una poma amb un antifaç.

## Guardons
- Millor espectacle de teatre
- Millor espectacle de teatre musical
- Millor espectacle de dansa
- Millor autor teatral en castellà
- Millor autor teatral en català
- Millor autor teatral en euskera
- Millor autor teatral en gallec
- Millor adaptació d'obra teatral
- Millor composició musical per a espectacle escènic
- Millor coreografia
- Millor director d'escena
- Millor director musical
- Millor escenografia
- Millor figurinista
- Millor disseny d'il·luminació
- Millor actriu protagonista
- Millor actor protagonista
- Millor actriu de repartiment
- Millor actor de repartiment
- Millor intèrpret femenina de dansa
- Millor intèrpret masculí de dansa
- Millor espectacle infantil
- Millor empresari o productor privat d'arts escèniques

Premis Especials:
- Max d'Honor
- Max a les noves tendències escèniques
- Max hispanoamericà de les arts escèniques
- Max de la crítica

## Guardonats dels Països de cultura catalana
- Antonio Belart Jardí[3]
- Raquel García-Tomás